# حارة صخر
حارة صخرهي بلدة لبنانية قرب درعون في قضاء كسروان أحد أقضية محافظة جبل لبنان. تبعد 25 كلم عن بيروت عاصمة لبنان و7 كلم عن جونيه عاصمة القضاء.